# Maxillaria verecunda
Maxillaria verecunda är en orkidéart som beskrevs av Rudolf Schlechter. Maxillaria verecunda ingår i släktet Maxillaria och familjen orkidéer.
Artens utbredningsområde är Colombia. Inga underarter finns listade i Catalogue of Life.